# Triton Productions
Triton Productions var en svensk demogrupp verksam på PC-plattformen, grundat 1992. Triton fick sitt genombrott med demona Crystal Dream (som tog första platsen på Hackerence 1992) och Crystal Dream II (som vann förstapris i demotävlingen The Computer Crossroads 1993) och trackern Fast Tracker. Med version två av sin tracker, släppt 1995, fick gruppen uppmärksamhet även utanför demoscenen. Fast Tracker II användes för att göra musiken till spel som Ballistics och Bandits: Phoenix Rising. Triton började utveckla spelet Into the Shadows åt Scavenger innan det företaget gick i konkurs 1997 på grund av ekonomiska problem till följd av att de inte fått betalt från GT Interactive för bland annat Into the shadows, något som till slut fick lösas i rätten.
Triton löstes upp 1998 då flera av medlemmarna bildade spelföretaget Starbreeze Studios (sedermera Starbreeze AB).

## Medlemmar
- Vogue (Magnus Högdahl), programmerare och musiker[10]
- Mr H (Fredrik Huss), programmerare[10]
- Loot (Anders Aldengård), BBS Operatör[11], 3D-grafiker. Tritons BBS hette "Little Savage".[12]
- Lizardking (Gustaf Grefberg), musiker[13]
- Alt (Mikko Tähtinen), grafiker[14]